# Kouvola
Kouvola (en suec Kouvola) és un municipi de Finlàndia que forma part de la regió de la Vall de Kymi.
A partir de gener de 2009, sis municipis existents prèviament, Kouvola, Kuusankoski, Elimäki, Anjalankoski, Valkeala i Jaala, es van unir formant el nou municipi de Kouvola.

## Agermanaments
La ciutat de Kouvola està agermanada amb:
- Balatonfüred, Hongria
- Vologda, Rússia
- Mülheim an der Ruhr, Alemanya